# さつき台 (瀬戸市)
さつき台（さつきだい）は、愛知県瀬戸市西陵連区の町名。現行行政地名はさつき台1丁目から5丁目。

## 地理
- 瀬戸市の西部に位置する[8]。西をひまわり台、北をすみれ台、東を小田妻町、南を北松山町・西松山町・山手町と隣接している[8]。
- 水野住宅団地の一部。地内には個人商店が集まる商店街と個人住宅がある[8]。

### 学区
市立小・中学校に通う場合、学区は以下の通りとなる。また、公立高等学校普通科に通う場合の学区は以下の通りとなる。
| 町丁・丁目    | 番・番地等 | 小学校             | 中学校             | 高等学校 |
| ------------- | ---------- | ------------------ | ------------------ | -------- |
| さつき台1丁目 | 全域       | 瀬戸市立西陵小学校 | 瀬戸市立水野中学校 | 尾張学区 |
| さつき台2丁目 | 全域       | 瀬戸市立西陵小学校 | 瀬戸市立水野中学校 | 尾張学区 |
| さつき台3丁目 | 全域       | 瀬戸市立西陵小学校 | 瀬戸市立水野中学校 | 尾張学区 |
| さつき台4丁目 | 全域       | 瀬戸市立西陵小学校 | 瀬戸市立水野中学校 | 尾張学区 |
| さつき台5丁目 | 全域       | 瀬戸市立西陵小学校 | 瀬戸市立水野中学校 | 尾張学区 |

## 歴史

### 沿革
- 1974年（昭和49年）4月1日 - 瀬戸市小田妻町の一部により、同市さつき台1丁目〜5丁目として成立[2]。
- 1984年（昭和59年）5月1日 - 5丁目の一部が北松山町2丁目となり、西松山町の一部を4丁目に編入する[11]。

## 世帯数と人口
2024年（令和6年）1月1日現在の世帯数と人口は以下の通りである。
| 町丁・丁目    | 世帯数  | 人口  |
| ------------- | ------- | ----- |
| さつき台1丁目 | 59世帯  | 136人 |
| さつき台2丁目 | 86世帯  | 181人 |
| さつき台3丁目 | 70世帯  | 152人 |
| さつき台4丁目 | 150世帯 | 319人 |
| さつき台5丁目 | 51世帯  | 109人 |
| 計            | 416世帯 | 897人 |

### 人口の変遷
国勢調査による人口の推移
| 1995年（平成7年）  | 1,166人 | [ 12 ] |  |
| 2000年（平成12年） | 1,141人 | [ 13 ] |  |
| 2005年（平成17年） | 1,070人 | [ 14 ] |  |
| 2010年（平成22年） | 972人   | [ 15 ] |  |
| 2015年（平成27年） | 969人   | [ 16 ] |  |
| 2020年（令和2年）  | 924人   | [ 17 ] |  |

### 世帯数の変遷
国勢調査による世帯数の推移。
| 1995年（平成7年）  | 354世帯 | [ 12 ] |  |
| 2000年（平成12年） | 362世帯 | [ 13 ] |  |
| 2005年（平成17年） | 369世帯 | [ 14 ] |  |
| 2010年（平成22年） | 361世帯 | [ 15 ] |  |
| 2015年（平成27年） | 371世帯 | [ 16 ] |  |
| 2020年（令和2年）  | 369世帯 | [ 17 ] |  |

## 交通

### 鉄道
町内に鉄道は走っていない。最寄り駅は、愛知環状鉄道・愛知環状鉄道線瀬戸市駅になる。

### バス
名鉄バス「水野循環線」
- 【20】【21】【22】【23】新瀬戸駅 - 瀬戸市民公園 - 中水野駅 - 水野団地 - 新瀬戸駅 - 陶生病院 系統

名鉄バス「みずの坂線」
- 【25】【26】陶生病院 - 新瀬戸駅 - 水野団地 - 北みずの坂 - 瀬戸北総合高校前 - 中水野駅 系統

以上、2路線6系統共通 ： 南山中学前バス停（新瀬戸駅方面乗り場）
瀬戸市コミュニティバス「こうはん線」
- イオン瀬戸みずの店 - 東山町 - 陶生病院 系統 ： さつき台バス停

- 南山中学前バス停
- さつき台バス停

### 道路
町内に国道・県道は通っていない。

## 施設
- さつき西公園 ： 2丁目の西部にある公園。ブランコ・すべり台・ジャングルジム・鉄棒・リングトンネルがある。
- さつき東公園 ： 2丁目の東部にある公園。ブランコとコンビネーション遊具がある。
- さつき南公園 ： 4丁目から5丁目に広がっている公園。4丁目に南広場、5丁目に北広場があり、北広場にはすべり台・砂場、南広場にはブランコ・すべり台・鉄棒がある。

- さつき西公園
- さつき東公園
- さつき南公園（北広場）
- さつき南公園（南広場）

## その他

### 日本郵便
- 郵便番号 : 489-0982[6]（集配局：瀬戸郵便局[18]）。